# Карашокы (курган)
Карашокы (каз. Қарашоқы) — курган V—IV вв. до н. э., расположенный близ одноимённого села Кербулакского района Алматинской области Казахстана.
Карашокы состоит из небольших земляных и каменных насыпей. На вершине кургана установлены ограждения округлой формы, окаймлённые камнями.
Курган исследован в 1939 Семиреченской археологической экспедицией под руководством А. Н. Бернштама. Раскопки проведены в нескольких могильниках. Обнаружено тело, погребённое в грунтовой яме. Найдены бронзовые наконечники стрел овальной и ромбовидной формы.